# 李柱銘
李柱銘，KC，SC（1938年6月8日—），香港律師及民主派政治人物，籍貫廣東惠州，於香港土生土長，為目前香港資歷最深的資深大律師，香港民主黨創黨成員，也曾任香港立法會議員、港同盟及民主黨主席。李柱銘自1985至1997年間，即回歸前起已擔任香港立法局議員至1997年（回歸後的立法會議員）職務，直至李柱銘宣佈不尋求連任並不再參選2008年的香港立法會選舉，結束其23年議會生涯。由於他過去長期積極關注及領導香港民主運動，備受香港民主派的尊敬，被譽為「民主之父」。

## 背景
李柱銘早年於九龍華仁書院畢業，並於香港大學取得文學士（英國文學與哲學）學位。之後，他在聖若瑟英文中學當一名授課教師。三年後，他前往英國倫敦林肯律師學院學習法律。1970年代曾於灣仔聖璐琦男女英文書院任教宗教科。
李柱銘是一位天主教徒，籍貫中國廣東省惠州市，與太太方綺娥育有一子李祖詒，是香港的大律師。其父為中華民國軍事及政治人物李煦寰。

## 政治經歷

### 成為基本法起草委員
李柱銘是大律師出身，雖然在1989年六四事件後與中共決裂，然而和司徒華一樣，和中共有一段隱性的淵源。
二十世紀六十年代的香港是國共鬥爭的戰場，在他初任大律師時曾替一批親中共的工會工人辯護，這當然可以視為律師工作的中立特質，誰人來聘便為誰辯護，但在當時的政治氣氛裏為左派工人辯護毫無疑問是一件極為困難的事，有說這是李柱銘及後被委以基本法起草委員的原因之一。
1985年參與立法局法律界功能組別選舉。同年成為香港立法局非官守議員，並從1985年至1991年成為香港法律改革委員會委員，協助香港法律從殖民地法律改革至代議政制，及推動法律雙語化的工作。1988年至1991年獲委任為香港消費者委員會主席。

### 六四事件後成為香港民主運動領袖

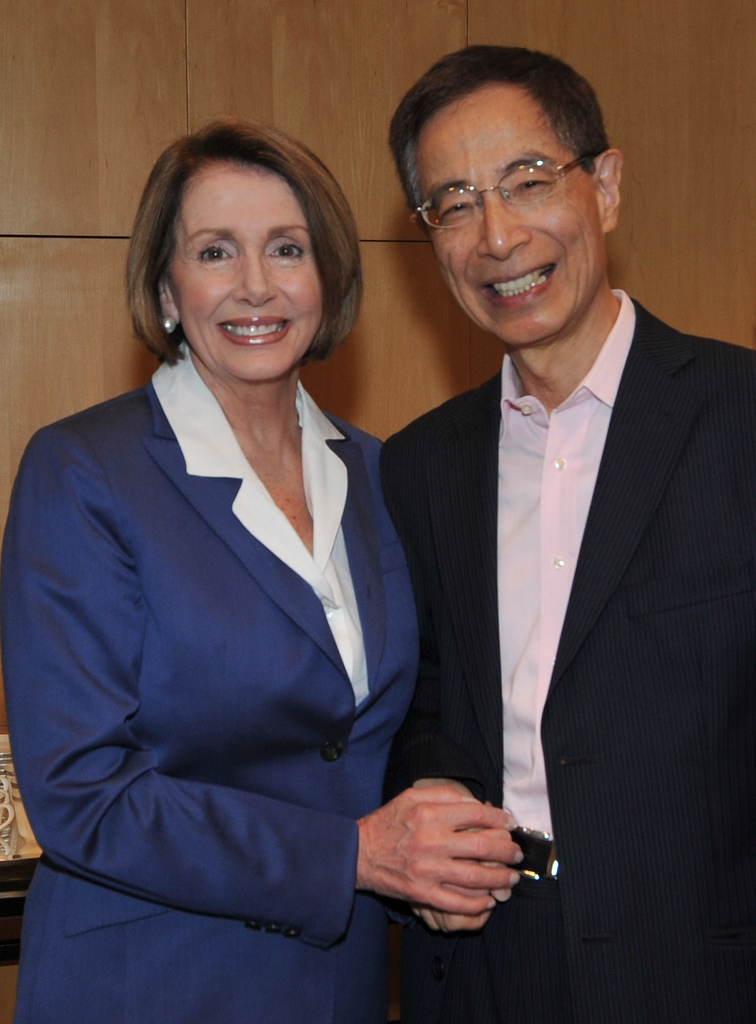
2009年李柱銘與訪港的美國眾議院議長蘭希·佩洛西討論香港民主進程

1985年他被委任成為香港基本法起草委員會的成員，六四事件发生後因反對中共血腥鎮壓民運而以「不為一個盡失人心的政府做事」為由與司徒華一起退出草委会，但草委會未直接批准他们的退出，中共有關部門反而高調宣佈解除二人之草委資格。之後李柱铭與其他同志者开始致力于推动香港的民主發展，以及嘗試推動大陸民主化。1990年李柱銘創立香港首個政黨香港民主同盟（港同盟），並出任主席。由於黨綱包括要求大陸平反八九民運，所以一直被中共政府認為是搞對抗的人，開始打壓他及港同盟黨員，包括沒收回鄉證，不邀请其黨員出席任何中共举办的活動等。
李柱铭成功帶領民主派在1991年和1995年香港立法局選舉中大勝，民主派取得立法局的主導權，以致部分原親港英當局的議員成立啟聯資源中心（今日自由黨前身）和親中的民建聯結盟，並與之抗衡。1994年港同盟與匯點合併成為民主黨，李柱铭繼續擔任主席直至2002年底，因黨章對主席任期規定而結束，領導港同盟/民主黨長達十三年。不過，直到2008年離開立法會前，李柱銘一直是香港民主派的領袖。

### 九七前關注香港前途
1989年7月5日，李柱铭说：“我们不能假设联合声明像圣经一样不可违背。英国与中国应该重新探讨，为香港达成一个比1984年时所订的声明更好的协议。”1990年6月6日，李柱铭在呈交给美国参议院外交关系委员会的书面证供说，“美国应当迅速就港人的政治意愿，制订一套特定的政策。”“美国现行那一套认为中英联合声明代表着中、英、港三方面意愿的政策已不再正确。中、英、港三角组合的底部已经散开，代表着美国需就港人意愿另定政策。美国政府的决定，包括贸易、移民、难民和国际关系，将对香港产生深远影响。”
1993年11月25日，李柱铭访问加拿大和美国两星期，他说：“赞赏美国国会通过的香港法案，这样就使视香港为独立政治实体。”
1994年10月26日，美国纽约时报刊出李柱铭的文章：“美国作为世界民主的大旗手，英国作为我们香港的宗主国，应該站出来抵抗北京的欺壓和凌辱，最好的起点便是说服最后一任港督彭定康，运用其近乎独裁的权力，加强民主体制和保护人权，彭定康既然拥有英国殖民地法律的手段，就必须推进和建立这些制度。”
1996年4月17日，李柱铭抵达美国首都华盛顿特區，他承认向美国争取把香港问题国际化，呼吁国际亦应给予中国压力，以保证香港政权移交后得以高度自治。李柱铭引用美国在1992年制订的美国香港法案，要求美国不能在香港问题上袖手旁观。李柱铭说：“如果没有国际间强大的压力，中方有可能破坏1984年与中方达成的协议，香港将不能得到一国两制下的高度自治。如果美国总统不能即时见他，可能会给同情香港人士一种错觉，以为美国不重视香港。”4月26日，李柱铭在联合国总部举行记者招待会：“中英双方都是违反了联合声明，导致香港最后未能真正高度自治。其实熟悉香港问题的人都会同意，香港问题迈向国际化，是不能逆转的趋势。而且，美国今后对香港政局的关注，尤其是针对临时立法会及谁人是候任行政首长，将是国际社会极关注的课题。”
1997年2月25日，李柱铭结束了访问欧洲八国之行，回到香港对记者说：“我向英国外相聂伟敬建议，将临时立法会是否违反联合声明问题，交给联合国安全理事会，转介国际法庭仲裁。这样英方毋须中国政府合作，亦可单方面要求国际法庭仲裁临立会的合法性。”

### 關注中國大陸人權
1989年八九民運，以中共血腥鎮壓屠殺告終。1989年6月23日，李柱铭在美国众议院人权委员会听证会上说：“英国将550万香港人交还中国，就像二次大战时将550万犹太人交还给纳粹德国。”“……各国增加贸易制裁中国政府。”“……贸易制裁有可能推翻恐怖政府，或者改变现行政策。”
1989年12月初，李柱铭接受亚洲华尔街日报访问时说，不能接受目前在中国大陆的政权。
1991年9月20日，李柱铭向路透社记者说：“中共政权在1997年之前注定倒台……中国可能发生内战。”
李柱銘雖然作為香港民主派領袖，並長期擔任立法會議員，但因包括要求平反六四事件及促進中國人權等的政治理念而被拒絕進入中國大陸。他及民主黨支持一國兩制，承認香港是中國的一部分，這也是他當年獲委任而成為基本法草委的一個原因。李柱铭反對中共中央政府直接影响香港事務，堅持认为中央應該嚴守“港人治港”的允诺，李柱铭個人認為，這就是一國兩制的原意。雖然這樣，但他仍一直被親共人士指责，批评其“只談兩制，不談一國”，加上他常向外國政要表達香港現況，更被親中人士指其為「漢奸」及「賣港」，至今東方日報仍以「李漢奸」稱呼他。

### 北京奧運
2007年10月17日，李柱铭受到美國官方多次邀請，以個人名義出訪美國，於訪美期間，受到美國政府以“官禮”相待，下榻于拉城著名的凱撒皇宮。李柱銘於1997年7月至2006年8月間，先後獲得耶魯大學頒發國際關係學榮譽博士名銜、史坦福大學政治學客座教授。其訪美期間，於《华尔街日报》發表題為《China's Olympic Opportunity》（中國奧運機遇）一文，呼籲美國總統布殊應該利用奧運舉行前十個月，促使中國改善新聞、集會及宗教自由。布殊總統稱李為“一位亞洲民主的中堅者和推動者”。
這番言論發表時正是香港區議會選舉及香港立法會議席補選前夕，李柱銘的文章在他回港出席立法會會議（2007年10月25日，文章已發表了一星期）後，會上民建聯創黨主席曾鈺成炮轟李柱铭，將李柱铭原文的direct engagement 理解為“直接干預”，還有將press for理解為“施壓”，及後會上李柱铭被香港建制派陣營指責為「漢奸」、「走狗」、「吳三桂」。
李柱銘在文中引述北京副市長劉敬民2001年接受《華盛頓郵報》訪問時的說法指出，「申辦奧運不但是為了推動城市發展，亦可推動民主及人權發展...（奧運）有助中國發展和諧社會、更民主的社會，及幫助中國融入世界。」李柱銘說非常認同這些主張，但中國在人權及民主有倒退跡像，國際社會有理由直接參與（direct engagement）中國人權事務。
李柱銘又指，美國及世界各地正有人提出抵制北京奧運，理由是认为中國於達爾富爾衝突中支持蘇丹政府，支持鎮壓民主運動的緬甸軍政府，以及西藏人權等，但他促請那些人應考慮奧運的正面影響，例如奧運期間，全球記者都注視中國，這正為中國領導人造就一個良好機遇，展示外交政策新的一頁。他說，中國人都為北京奧運而驕傲，寄昐多來以後，中國人憶起這次奧運時，會說這是一場中國人權躍進和法規完善化的轉捩點，這比單純贏得獎牌更教人高興。
文章發表後，中國外交部發言人劉建超不點名指：「中國人權問題上，不需要外界所謂的壓力；有人去推動外界向中國施壓，是沒有道理的，亦不會取得任何結果。」隨後各建制派政黨亦相繼批評李的言論，民建聯立法會議員譚耀宗認為李等同中共中央總書記胡錦濤所說，是典型借外國勢力干預。
工聯會立法會議員王國興曾形容李等同引清朝旗兵入關的吳三桂。全國人大常委曾憲梓批評李「瘋狂到極點」，称他是「漢奸」，並說「李是盲的、啞的還是聾的，竟看不到中國的發展？」自由黨立法會議員周梁淑怡認為李會破壞泛民主派與中華人民共和國中央政府的關係。政務司司長唐英年暗指李不應將奧運政治化。而當時正準備參加立法會補選的匯賢智庫主席葉劉淑儀認為即使國家有需要改善，應自己好好協商，而不是透過外國人的壓力向自己國家施壓。
事後，李柱銘駁斥建制派陣營斷章取義，表明決不會為事件道歉，他重申自己不但沒有呼籲杯葛北京奧運，反而是要求杯葛人士從考慮北京奧運的正面好處，反對國外組織因人權等理由杯葛北京奧運會。他又說，如果為中國大陸人民爭取人權也被批評為「漢奸」，他寧願永遠做「漢奸」。

隨著謾罵升級，社會上亦開始關注香港政界扣帽子的風潮。天主教香港教區主教陳日君形容，事件中不少「有份量」的人物都指李柱銘是漢奸，感到傷心之餘也覺荒謬，指這種批評令香港文明社會蒙羞，他又說：「如果李柱銘這種人是漢奸，我也是漢奸，我不介意是漢奸。」兩名參與立法會港島區補選的參選人亦分別回應事件，其中獲得香港民主派陣營支持的前任政務司司長陳方安生指每個中國人為北京奧運而自豪，並呼籲所有外國政府積極參與奧運，透過奧運向中國反映各自關注的問題。而獲得香港建制派支持的前保安局局長葉劉淑儀亦呼籲各界不應使用「語言暴力」，並要避免亂扣帽子。 一些支持者指責建制派陣營為一篇文章如此無限上綱，只是純粹抹黑。立法會議員梁國雄認為即使批評國家的人權狀況都不等同「賣國」。前綫立法會議員劉慧卿認為透過外訪反映特區人權問題，是《基本法》所賦予的自由與人權，容許市民對政府施壓。《华尔街日报》亞洲版2007年10月29日發表題為《Defending Martin Lee》（為李柱銘抗辯）的評論文章，指近日對李柱銘的批評建基於一些根本沒有說過的話，如李柱銘沒有要求外國杯葛奧運反而說成李柱銘支持外國杯葛奧運；而李柱銘所 要求的「direct engagement（直接參與商討）」則被傳媒（英文中國日報）理解成 「intervention（干預）」。文章亦指有關攻擊可能會令台灣人民削減對一國兩制的接受程度。
李柱銘訪問華盛頓時唯一隨團的香港蘋果日報記者事後憶述，當李柱銘發表該文章後曾出席美國民主基金會一個以奧運為主題的午餐會，李柱銘遭出席團體質疑他反對杯葛北京奧運的理據，他當時強調要改善中國人權，國際社會應該透過參加奧運，和北京政府加強溝通。事後他又說，只要對中國發展有利的事，他就會協助中央政府去做，又以過去克林頓在任美國總統時，他曾爭取中國加入世貿和永久正常貿易關係（PNTR）一事為例，說明此原則。

### 非法集會罪罪成
2020年4月18日，李與多名同屬前任及現任立法會議員和多名泛民主派人士，如區諾軒、梁國雄、楊森、李卓人、吳靄儀、單仲偕、何俊仁、何秀蘭和梁耀忠，商人黎智英、民陣副召集人陳皓桓、社民連的吳文遠、黃浩銘和民主黨的蔡耀昌達15人，被警方以參加於2019年8月18日、10月1日及20日的未經批准集會為由，以非法集結為名於同日作出拘捕。當中，李被扣留至當日下午4時45分獲准保釋離開中區警署，他用「舒服曬」來形容自己被捕的感覺，更指當多個月的反政府抗爭有不少年輕人被捕及控告, 而自己沒有被控告時感到很過意不去，更為自身被捕感到自豪。5月18日下午，案件被告於西九龍裁判法院提堂，分三案處理，暫毋須答辯，控方申請押後案件四周至6月1 日再訊，以便控方準備文件將案件轉介至區域法院處理，期間各被告獲准各以1,000元保釋候訊。
2021年2月16日，西九龍法院開審「煞停警黑亂港 落實五大訴求」集會未經批准集結案，李柱銘为被告之一，但否認控罪。由於辯方臨時表示要呈交專家報告，法庭將案押後至17日繼續。
2021年4月1日，李柱銘的非法集结罪被判成立。4月16日，李柱铭被判入獄11个月、缓刑两年。其後李柱銘連同6名同案被告提出上訴，在2022年11月28日於高院處理許可申請。上訴庭最終於2023年8月14日頒下判詞，裁定7人「組織未經批准集結」罪上訴得直，而「明知而參與未經批准集結」罪的上訴則全數駁回。李柱銘又上訴至終審法院，但又遭駁回。
2024年12月27日，李家超撤銷李柱銘的太平紳士身分。

## 争議

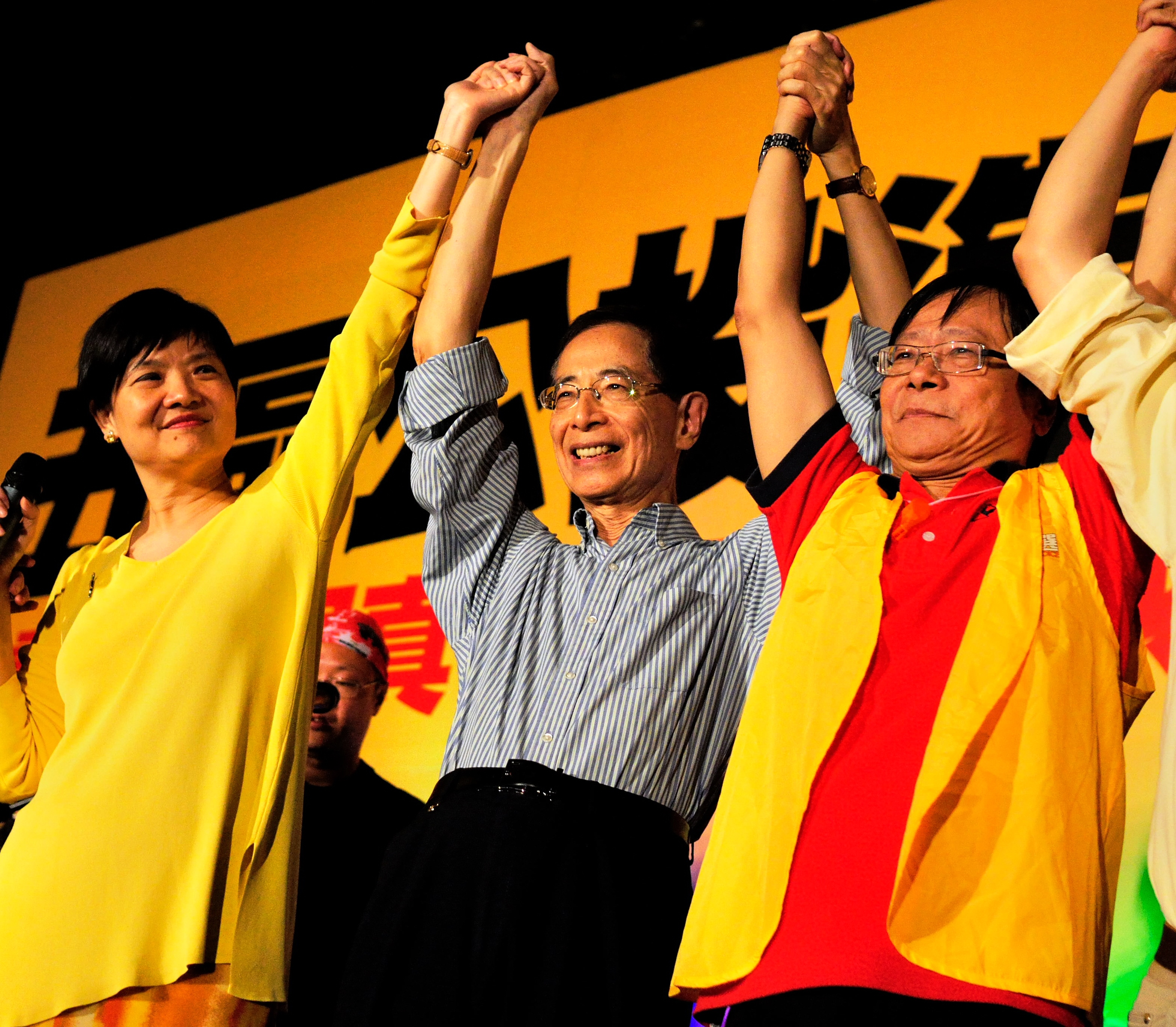
余若薇、李柱銘和黃毓民在2010年五區公投爭取真普選大會上

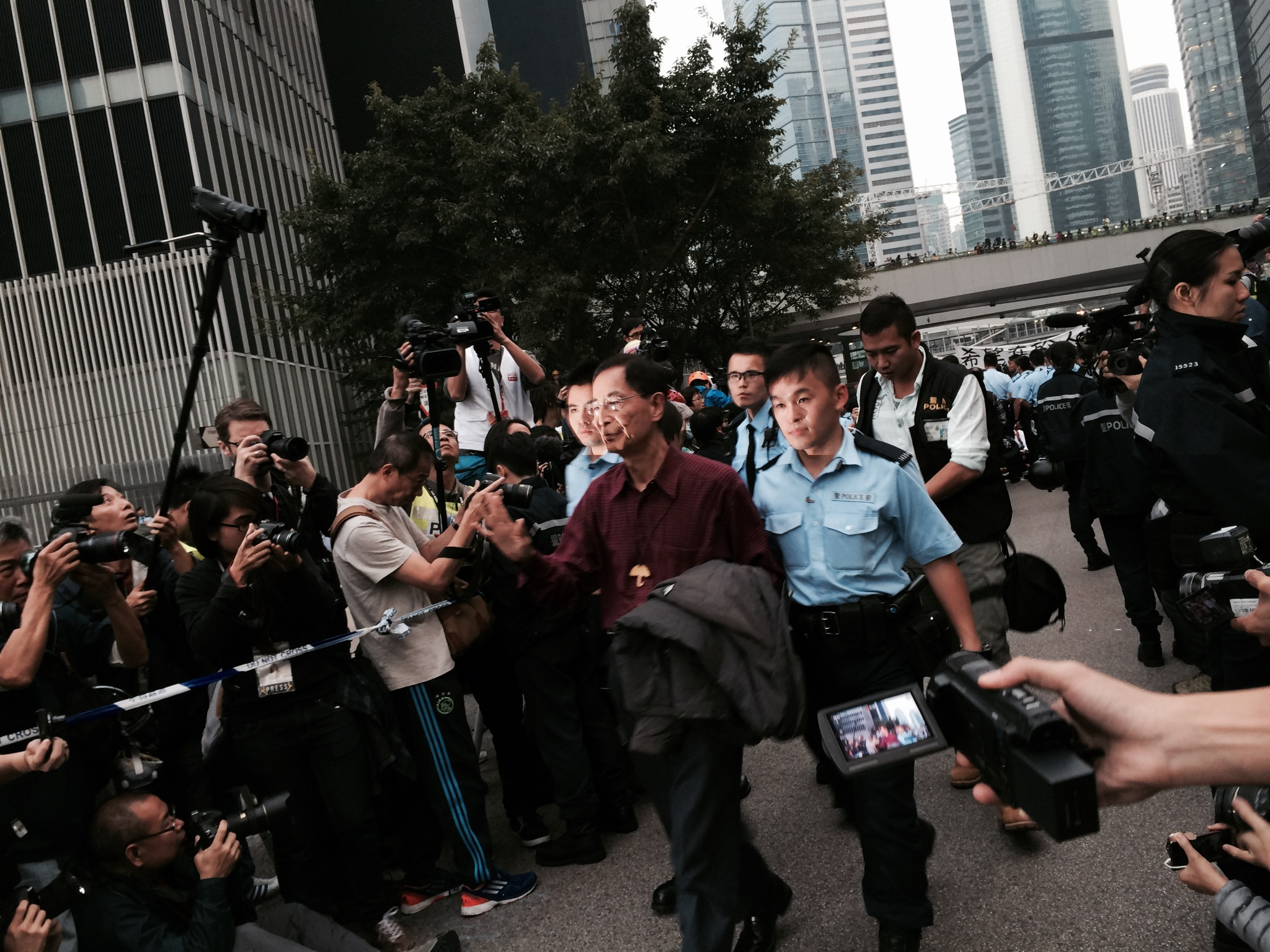
在雨傘運動中被拘捕的李柱銘，最終獲無條件釋放。

李柱铭主張普選香港行政長官，反對政府借23條立法來限制市民應有的自由；香港建制派卻聲稱其主張有違基本法而不接受。在香港建制派媒體中，民主派領袖李柱铭和余若薇、劉慧卿、司徒華共同被列為四大打擊對象。
2004年，他因到美國国會出席香港状况之听证会並发言作证而被中共中央党报《人民日報》指责為“漢奸”、“賣國”，部份人士用「李漢奸」和「吳三桂」（暗指李氏引外國勢力干擾香港政府的統治，在九七前已經有人以這樣的名字指責他）來描述他。在主權移交前後，李柱铭外訪介紹香港情況。
2005年9月25日，李柱銘與一眾立法會議員獲中央政府邀請出訪廣東省，这是李自1989年六四事件後首次获准进入內地。李柱铭回港後發表「民主派已經跌入北京設下的圈套」的言論，受到廣泛批評，甚至包括當時的民主黨主席李永達。
2005年11月29日在華府會晤美國國務卿賴斯等人後對媒體表示，“香港若無民主，中國一國兩制的統一政策不會得到台灣的歡迎”。
2005年12月22日，政改方案被否決後，遭許仕仁點名批評。
2006年12月，民主黨懷疑内部的部分黨員被中共方面收買、滲透；遂由元老李柱銘、司徒華、秘書長張賢登等進行調查（會員政策專責小組報告（页面存档备份，存于））。調查包括中共方面收買黨員、对党员指導言論、策劃行為、干預黨的運作、削弱黨的能力、與及人頭黨員的多个方面情況；調查報告對黨內一派系的成員作出批評，該派系在2006年黨內選舉中全軍盡墨。
2008年3月27日，李柱銘宣佈不角逐立法會議席。李柱銘表示：「即使我骨頭化成灰，都要爭取民主！」亦同時嘆息香港人“不幸接受了政府「親疏有別」之處事作風”。
2010年6月李柱銘表示，如果民主黨大會通過區議會改良方案，他會考慮退黨。最終他食言並無退出民主黨，但他開始公開為其他泛民政黨站台，包括公民黨。

### 在美國聽證會請求解说香港状况
2004年3月4日，李柱铭與涂謹申、李卓人出席由美国国会参议院外交关系委员会属下的东亚及太平洋事务小组举办的首次就香港民主进程听证会。而此次听证会的目的向國際社會解說香港狀況及表達港人爭取民主的訴求。其中李柱銘的發言，批評「董建華政府的劣質管治，讓港人認識到一個民主和問責政府的重要性。」（詳見李柱銘「香港民主狀況」聽證會上發言原文中文譯本）李柱銘的發言被中國政府官員如中國國務委員唐家璇、中聯辦主任高祀仁、中聯辦副主任鄒哲開和中國國務院港澳辦副主任陳佐洱批評。

### 獲邀出選法律界
2008年香港立法會選舉，由於法律界的吳靄儀有意放棄連任，公民黨的湯家驊曾私下要求李柱銘重新出選法律界，但李柱銘一早於2008年中表示不再於立法會尋找連任，故拒絕湯的要求。
可是該事件被當時的社民連主席黃毓民用於選舉論壇回應公民黨毛孟靜對黃的發問。當時毛孟靜問黃毓民是否認為所有參加功能組別的泛民候選人都是民主罪人，黃毓民便以該事件指責公民黨作為泛民主派，不應樂此不疲參與功能組別選舉。毛孟靜當場表示絕無此事，黃毓民立即指責毛說謊，指李柱銘親口向他承認此事。毛孟靜見狀，即時表示湯與李的私人對話不代表公民黨的立場。最終毛孟靜在選舉落敗，建制派的梁美芬取得九龍西最後一席。但在2012年香港立法會選舉論壇中毛孟靜表示是敗於民主黨涂謹申的技術悲情告急之下。
李柱銘後來接受訪問時，說「選舉時個個都想贏，所以爭拗好難避免」，指出「湯家驊只是受人所托，問一句有什麼所謂」，又指社民連雖然杯葛功能組別，但社民連的立法會議員在議會內也要與功能組別議員合作，是「五十步笑百步」。

### 提出個人2017年行政長官選舉方案
民主黨創黨主席李柱銘根據喬曉陽的言論，於2013年4月10日首次提出具體方案回應，稱接受將來的提名委員會沿用現時的1200人選舉委員會的組成辦法，也接受提名委員會採「機構提名」（即集體提名），但條件是中央要讓取得最高提名票的首5人「入閘」成為候選人。他認為這方案完全符合喬曉陽提出的框架要求，中央無理由反對，而此舉也足以讓泛民可「入閘」參選。但在其他泛民主派人士認為他的方案是民主倒退，真普選聯盟拒絕接受，不能接受任何有篩選或預選的普選特首方案，他最終撤回方案。李柱銘說，他太注重在中央的框架下民主派人士能入圍特首選舉候選人，有機會成為特首，卻沒有想過在「特首不能與中央對抗」的前題下，根本沒有成功的機會。

### 被指禍港亂港
2019年8月13日，数十香港市民在李柱铭住宅外手举“汉奸嘴脸 暴露无遗”的标语，高喊“大汉奸！卖国贼！”等口号。
2019年8月14日，新華社發表署名文章，批評李柱銘為「禍港亂港頭目」及與美國政客「暗通款曲」。8月17日，央视新闻将香港壹传媒主席黎智英、律师李柱铭、前政務司司長陈方安生及前立法会议员何俊仁称为“祸港四人帮”。在中國中央電視台專題片《另一個香港》中，李柱銘、黎智英、陳方安生及何俊仁再被点名為西方反華勢力在香港的「中間人」。

## 其他事件
2008年8月14日，中國大陸男子黃南華起獲一柄手槍和五發子彈，私藏槍械策畫暗殺黎智英、李柱銘，途中遭香港警方截獲，2009年7月3日被香港高等法院判監十六年，案件連同在內地共拘捕10人，然而深圳法院的文件顯示意圖傷害黎智英、李柱銘的幕後主腦是一名居於台灣的香港商人，警方表示，案件仍在調查，不便評論。
2019年下半年，香港藍絲帶群組廣傳香港民主黨創黨成員李柱銘的父親為黑社會，但李柱銘的父親實為同時獲得中國國民黨、中國共產黨尊敬的民初時代军事將領李煦寰。

## 專業資歷
- 英國大律師（1965）
- 香港大律師（1966）
- 香港御用大律師（1979）
- 香港資深大律師（1997）

## 所獲獎項
- 1995年 美國大律師公會之國際人權獎
- 1996年 自由國際的自由獎
- 1997年
  - 美國聖十字學院（College of the Holy Cross）榮譽法學博士
  - 美國安默斯特學院（Amherst College）榮譽法學博士[61]
  - 美國國家民主基金會的民主獎項
- 2000年
  - 多倫多大學的Goodman院士獎章
  - 歐洲議會的Schuman獎章
- 2006年 英國華威大學（University of Warwick）榮譽法學博士[62]

## 影視媒體形象
- 《新難兄難弟》：1993年電影，於片中登場的小孩柱明，影射李柱銘。
- 《港督最後一個保鑣》：1996年電影，由林尚武飾演李豬明，影射李柱銘。
- 《香港亂噏》：2009年政治戲仿節目，分別由蔡國威和蒲進扮演李處銘，模仿李柱銘。

## 外部連結
- 李柱銘個人網站（页面存档备份，存于）
- 香港大律師公會執業大律師名冊
- 李柱銘在《華爾街日報》的文章原文，明報

| 政黨職務        | 政黨職務                                       | 政黨職務               |
| --------------- | ---------------------------------------------- | ---------------------- |
| 新頭銜          | 香港民主同盟主席 1990年4月23日 - 1994年10月2日 | 繼任： 末任 民主黨成立 |
| 新頭銜          | 民主黨主席 1994年10月2日 - 2002年              | 繼任： 楊森            |
| 官衔            |                                                |                        |
| 前任： 列顯倫   | 香港大律師公會主席 1980年 - 1983年             | 繼任： 列顯倫          |
| 前任： 周梁淑怡 | 消費者委員會主席 1988年10月 - 1991年10月       | 繼任： 陳坤耀          |